# Кварц-польовошпатова сировина Дніпропетровської області
Кварц-польовошпатова сировина Дніпропетровської області
Основними споживачами кварц-польовошпатової сировини є скляна та керамічна промисловості, в меншій степені абразивна і електрофарфорова. Ця сировина застосовується також для виробництва зварювальних електродів, емалей.
Найвидніше місце за обсягом споживання кварц-польовошпатової сировини займає будівельна кераміка – нова галузь керамічної промисловості.
В Дніпропетровській області є одне родовище – Просянівське з розвіданими  запасами кварц-польовшпатової сировини по категоріях А+В+С1 – 52 271 тис.м³, С2 – 21 923 тис. м³.
На балансі УТДФ дані запаси не числяться, так як на Просянівському комбінаті немає технологічної лінії по витяганню польовошпатового концентрату з піщаної частини лужних каолінів. Відходи збагачення каолінів – кварц-польовошпатові піски в даний час не використовуються для добування польвошпатового концентрату.
Дніпропетровська область задовольняє дефіцит цієї сировини тільки за рахунок ввозу з інших областей і держав.
Транспортні розходи, вантаження, витрати, високі відпускні ціни – примушують вирішувати питання відкриття, розвідки і освоєння в межах області родовищ кварц-польвошпатової сировини.
Під час пошукових робіт та детальних пошуків у 70-х — 80-х роках Дніпропетровській області виділено декілька перспективних ділянок. Однією з таких є Гуляйпольська ділянка, розташована на лівому березі р. Базавлук, 1 км на схід від смт. Гуляйполя Криничанського району. Виявлені в процесі пошукових робіт в 1980 р. Новомосковською ГРЕ на площі 1,2 км², проявлення відносяться до Базавлукського пегматитового поля.
Корисна копалина – пегматоїдні граніти, апліто-пегматоїдні граніти, пегматити.
По речовинному складу і результатах досліджень породи Гуляйпольської ділянки придатні в збагаченому виді  для тонкої кераміки  та будівельної кераміки; в незбагаченому виді – для виробництва листового віконного і тарного скла.
Прогнозні запаси підраховані на глибину передбаченого відробітку – 60 т і складають 56 млн.т.
Кварц-польвошпатова сировина без попереднього збагачення відповідає вимогам ДЕСТів 13451-77 і 7030-75 до сортової сировини марок КПШС – 0,3 – 11,5; КПШС 0,7-11,5; ПШМ 0,3-3.
Продукти збагачення задовольняють вимогам ДЕСТів13451-77; 7030-75; 15045-78 – до кварц-польовошпатової і польовошпатової сировини для скляної промисловості, будівельної кераміки, електротехнічного та фарфоро-фаянсового виробництва.
Крім Гуляйпольської ділянки виділені Володимирівська, Миролюбівська; Нижньобазавлукська,  Малософіївська, Олександрівська ділянки.